# Юшин, Евгений Юрьевич
Евгений Юрьевич Юшин (род. 1955) — русский советский писатель, прозаик, поэт и редактор. Член Союза писателей СССР с 1987 года. Главный редактор журнала «Молодая гвардия» (1999—2009), секретарь Правления Союза писателей России с 2005. Лауреат Большой литературной премии России (2008), а также других литературных премий.

## Биография
Родился 25 июня 1955 года в Озёрах Московской области.
С 1971 по 1976 год обучался на историко-филологическом факультете Бурятского государственного педагогического института. С 1978 по 1986 год работал в должности редактора Московского Центрального Дома культуры железнодорожников и руководителем литературного объединения «Магистраль». С 1986 по 1999 год — руководитель отделом поэзии и заместитель главного редактора, с 1999 по 2009 год — главный редактор журнала «Молодая гвардия».
Член Союза писателей СССР с 1987 года, с 2005 года — секретарь Правления Союза писателей России. С 1976 года начал своё творчество с выпуска своих поэтических произведений в газете «Коломенская правда», в последующем в литературных журналах «Сибирские огни» и «Байкал». В 1980 году из под пера Юшина вышел первый поэтический сборник «На расстоянии дыхания». В последующем были выпущены такие книги как: «На весь далёкий путь» (1983), «Душа ведёт» (1987), «Троица» (1991), «Ржаная кровь» (1993), «Домотканая провинция» (1993), «Поэтический Олимп» (1999), «Родина — смородина» (2002), «Мещёрские броды» (2005), «За околицей рая» (2006), за этот сборник Е. Ю. Юшин был удостоен Большой литературной премии России, «Родные дожди» (2010), «Избяная заповедь» (2010), «Соловьиный родник» (2014), «Ковчег» (2015), «Божья люлька»" (2019). Поэтические произведения писателя были переведены на сербский, немецкий, французский и болгарский языки. В московском музыкально-драматическом театре «Ромэн» на основе произведений Е. Ю. Юшина шла музыкально-романтическая фантазия в двух частях «Колокола любви» (режиссёр, народный артист России Георгий Жемчужный).

## Общественная позиция
В 2022 году подписал письмо в поддержку российского военного вторжения на Украину.

## Награды и премии
- Благодарность Министра культуры и массовых коммуникаций Российской Федерации (15 марта 2006 года) — за значительный вклад в развитие российской литературы и по случаю празднования Всемирного дня поэзии[8].
- Большая литературная премия России (2008 — «за книгу стихов „За околицей рая“ и публикации в журналах „Родная Ладога“, „День православной поэзии“»[9])
- Международная литературная премия имени Андрея Платонова «Умное сердце» (2005 — «за подборку стихотворений „Февральские сны“»[10])
- Литературная премия имени Александра Невского «России верные сыны» (2002)
- Всероссийской премии Союза писателей России имени Александра Твардовского (1998)
- Литературная премия «Слово» (2020)
- Литературная премия имени Роберта Рождественского (2019 — за книгу стихов «Божья люлька»)
- Литературная премия имени Эдуарда Володина (2011 — за книгу " Избяная заповедь ")